# St. Augustine
St. Augustine (Florida állam) az Amerikai Egyesült Államok legrégibb, folyamatosan lakott városa.

## Történelme
Juan Ponce de León Kolumbusz korábbi útitársa 1513. április 2-án néhány száz katonával partra szállt, hogy megkeresse az ifjúság forrását. Ezt követően Pedro Menéndez de Avilés spanyol admirális 1565-ben augusztus 28-án 600 katonával kötött ki Florida északi részén, s szeptember 8-án megalapította San Augustint (Szent Ágoston). Ez lett az első állandó európai település. A korábbi európai telepek, mint például Tristán de Luna y Arellano által 1559-ben alapított Pensacola Kolónia (Nyugat-Florida) az éhínség, a harcias indián törzsek és a hurrikán áldozatai lettek, így 1561-ben elhagyatottá váltak.

### St. Augustine megalapítása
II. Fülöp spanyol király Menéndezt kormányzóvá nevezte ki, hogy felfedezze, és meghódítsa Floridát, űzze el a kalózokat és más nemzet telepeseit, akiket itt talál.
A 16. század vége felé két timucuan indián falu volt St. Augustine közelében. A település fennállásának kezdeti idején a spanyolok az indiánokkal együtt dolgoztak, hogy azok megtanulják, hogyan kell megművelni a földet, s elsajátítsák a letelepedéshez szükséges tennivalókat. Két missziót is alapítottak közel a faluhoz. Az első katolikus misszió a Nombre de Dios volt, feltételezhetően a Seloy és San Sebastian falu közelében a San Sebastian folyó nyugati partján, ma délre a jelenlegi King Street-től, amely a 17. század kezdetéig fennmaradt.
St. Augustin fennmaradása hatalmas erőfeszítéseket követelt az elkövetkezendő 200 évben.
1586-ban az angol Sir Francis Drake kalózkapitány megtámadta és felégette a várost. Ezután 1668-ban John Davis kalózkapitány dúlta fel a települést és megölt 60 embert. A korai telepesek bizakodása, állhatatos kitartása és hite nélkül elképzelhetetlen lett volna St. Augustine fennmaradása.

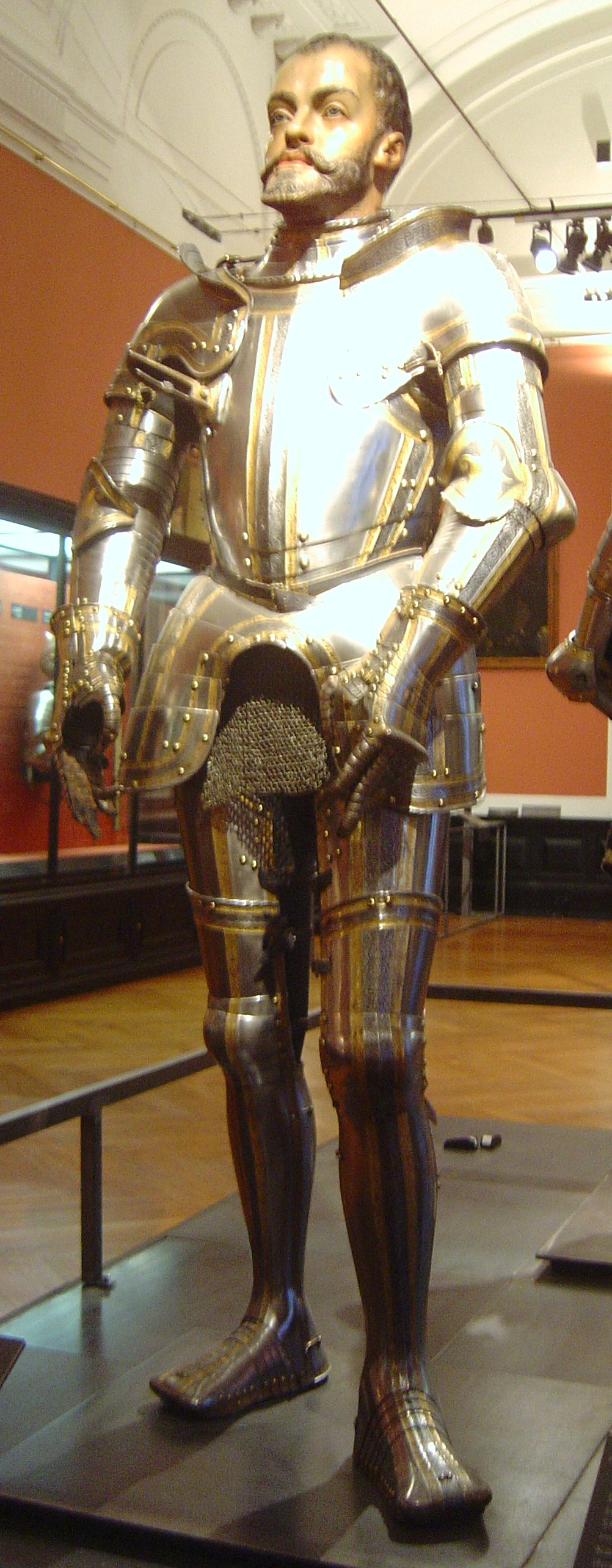
II. Fülöp spanyol király

### Spanyol-angol érdekellentétek
Amikor az angolok megalapították Carolina települést, a spanyol király engedélyezte a kőből készült erődítmény megépítését a város megvédésére.
1702-ben a Carolina erőd újonnan kinevezett kormányzója James Moore 600 katonával, több száz indián szövetségessel 14 hajón megérkezett St. Augustine alá.
Juana de Zúniga spanyol kormányzó csapatokat, fegyvert és élelmiszer utánpótlást kért Havannától, azonban a segítség késett. 1500 spanyol katona várt a támadásra a Castillo de San Marcos erőd falai mögött. Moor kormányzó puskái ugyan alkalmatlanok voltak az erőd falai ellen, de az erőd védelmezőinek a kiéheztetés veszélyével kellett számolniuk. Amíg a spanyolok vártak a segítségre, az angolok lerombolták az erőd körül a várost. Amikor december 30-án a Juana de Zúñiga által kért két nagy spanyol csatahajó megérkezett Berrora generális vezetése alatt, az angolok távoztak.
Az angolok visszaverése után megkezdték ugyan a város építését, de az 1707-es hurrikán ismét lerombolta az épületeket. Az egyetlen kőépület a kormányzó rezidenciája volt.
1717-ben a creek indiánok fellázadtak az angolok ellen a Carolina-telepen közel Charlestown-hoz. St. Augustine védelmet ígért a lázadóknak. A következő évtizedben több mint 1000 indián telepedett le a város körül.
St. Augustin védelmére a város körül mély sáncárkokat építettek. Növekvő veszélyt jelentett az 1721-ben felépített Fort King George, ami kb. 60 km-re volt St. Augustine-tól. Erre válaszként Benavides kormányzó megbízta Francisco Menéndez-t, hogy a brit telepről megszökött rabszolgákból sereget szervezzen. Ők voltak Florida legelső nemzetőrei. A yamassee és creek indiánokat lefizette, hogy támadják meg a brit erődöt. Válaszként John Palmer ezredes megtámadta a yamassee indiánokat, és felperzselte az eredeti misszió helyét, a Nombre de Dios-t. 1733-ban a britek megalapították Savannah-t, amely akkor a Georgia nevet kapta.
1739-ben az angolok háborút üzentek Spanyolországnak. 1740-ben James Oglethorpe közel hat hétig ostromolta a Castillo de San Marcos-t, sikertelenül. Manuel de Montiano kormányzó elhatározta, hogy fegyveres kalózokat vesz igénybe a lakosság élelmezésére. Az év végén több mint 40 angol hajót fogtak el, amely a várost megmentette az éhezéstől.

### Angol fennhatóság
1756-ban Franciaország és Anglia között kitört a háború. 1762-ben a spanyolok csatlakoztak a franciák oldalán, amelynek az eredményeként St. Augustine-t Kubáért cserében a spanyolok kénytelenek voltak átadni az angoloknak.
Az angol megszállás idején a spanyol lakosság kivándorlásra kényszerült. A angolok gyorsan lerombolták a spanyol stílusú épületeket, s az üres lakóházakat hagyták tönkremenni. Az egyetlen épület, amely fennmaradt az angol korszakból a „King’s Bakery” (királyi sütöde).
A város külterületein lévő földosztás többnyire csak az angol lakosokat érintette, s mivel nem kívánták az indiánokat sem megtéríteni, sem a munkaerejüket igénybe venni, kitelepítették őket a Saint Johns folyó nyugati partjára. A felszabadított fekete lakosság földjeit meghagyták ugyan, de megtiltották a fegyverviselést vagy -birtoklást, és házaik engedély nélküli elhagyását .

### Ismét spanyol város
1784-ben Manuel Zepedes kormányzó visszatért Kubából, hogy átvegye a települést az angoloktól. Néhány héten belül a lakosság száma 17 000-ről 3000-re csökkent.
A házak 40%-a lakatlan volt és elhanyagolt.
Ezután St. Augustine-t sorozatos csapások érték. 1796-ban Enrique White új kormányzó lakóházak és egy katedrális építésébe fogott. A békés építkezés nem tarthatott sokáig.

### Amerikai zászló alatt
1812-ben az Egyesült Államokban, főként Georgia és Florida között kirobbant állandó villongásoknak, háborúknak a ghenti béke vetett véget, amely szerint Nyugat-Florida nagy része az amerikaiak tulajdonába került. 1819-ben Florida az Amerikai Egyesült Államok része lett, 5 millió dollár kifizetése fejében, amit Spanyolország kapott.
A gyors meggazdagodást kereső szerencsevadászok hamar ellepték Floridát.
Az újonnan érkezők behozták magukkal a sárgalázt, majd a szeminol indiánok lázadása és a szeminol háború feltartóztatta St. Augustine gazdasági fejlődését.
A kormány 20 millió dollárt költött a háborúra, amelyből St. Augustine, mint a kampány főhadiszállása a indiánok ellen, jelentős támogatást kapott a város megerősítésére.

#### Polgárháború
Floridát rabszolgatartó államként tartották nyilván. 1861. január 10-én a Castillo de San Marcos-t Madison Starke Perry kormányzó utasítására átvette a Konföderáció. A kezdeti lelkesedés után St. Augustine megértette, hogy a szárnyait bontogató turistaforgalomnak vége. A helyzetet tovább rontotta, hogy 1862. március 11-én egy föderációs hadihajó lehorgonyzott a kikötőben. Erre a városi tanács tagjai szó nélkül átadták St. Augustine-t az északi erőknek.
1863. január 1-jén a városban felolvasták Abraham Lincoln Felszabadítási Kiáltványát (Emancipation Proclamation). Sok felszabadított rabszolga belépett a katonaság kötelékeibe, s megalakították az afrikai-amerikai ezredet. A konfliktus idején 5000 floridai, ebből 46 St. Augustine-i vesztette életét. A Konföderáció három generálisa William W. Loring, Edmund Kirby Smith és Stephen Vincent Benet St. Augustine lakosai voltak.

#### A rekonstrukció évei
A város születésének 300. évfordulója a polgárháború végére esett, ünneplésre azonban nem volt ok. Az Egyesült Államok főhadiszállás helyéül választotta St. Augustine-t.
Szerencsére az északiak, akik itt tulajdonnal rendelkeztek, további beruházásokat kezdtek. Ez megvédte a várost a háború kiváltotta gyűlölködéstől s az erőszakos cselekményektől. A hadsereg jelenléte is megvédte a várost a déliek rekonstrukciós akcióitól.
Új, kagylóval borított utat építettek észak felé, mely megkönnyítette a közlekedést. Megnyilt a Halifax River (csatorna) Jacksonville és St. Augustine között. A város északi része igazi pezsgő életű északi várossá vált, mig a déli oldalán a felszabadított rabszolgák építették fel lakónegyedeiket és templomaikat. Egy hatalmas szálloda megnyitása is segítette az utazók megpihenését.

#### A Flagler-korszak
Az egyik látogató 1884-ben Henry M. Flagler olajmágnás volt. Időről időre visszatért, hogy újabb üzleti vállalkozásba fogjon, és St. Augustine-t egy végleges amerikai luxus-szórakozási és tartózkodási hellyé formálja. Neves építészeket fogadott álmai megvalósításához. Amikor a gyönyörű Ponce de Leon hotel 540 szobájával nem volt elegendő a gazdag elit számára, Flagler felépítette az Alcazar Hotelt – az akkori időben – a világ legnagyobb fedett úszómedencéjével. Felvásárolta Franklin W. Smith szállodáját, a Casa Monicát, s átkeresztelte Cordovának.
Vasúti hidat is építtetett a folyó felett, hogy a város könnyen megközelíthető legyen New York felől. A Grace Methodist Church, a Memorial Presbyterian Church, a modern kórház és a városháza építésének anyagi hátterét is biztosította. St. Augustine lakossága rövid idő alatt duplájára növekedett.
A nagy gazdasági világválság idején St. Augustine-t egyre kevesebben látogatták. A vasútvonalak kiépítése után a turisták úticélja Florida délebbi részei felé irányult, s Flagler neve megfakult.

#### Az első világháború
Amikor 1914-ben Európában kitört a világháború, St. Augustine királyi és milliomos vendégei elegendő profitot hoztak ahhoz, hogy a város felújítsa látványosságait. Azonban a háborúban elesett amerikai katonák feledtették a háborúval járó gazdasági előnyöket. A lakosság Liberty Bond (szabadságkötvényeket) vásároltak, hogy segítsék a Vöröskereszt tevékenységét. A világháború befejezésének hírére a város vad patrióta lelkesedésben tört ki.

#### A fejlődés évtizedei
A háború után a város vezetői útépítésekbe kezdtek, remélve, hogy az autótulajdonos családokat idevonzzák. Az utcák útburkolatát kicserélték, s gázlámpákkal világították meg azokat. A vízvezetékeket és csatornákat felújították, bevezették az áramot, s bővítették a telefon-hálózatot.
1925-ben D.P. Davis figyelme St. Augustine felé irányult, s lecsapolta az Anasztázia sziget déli oldalán lévő mocsaras területet. A 30-as években ez tökéletes kudarcra volt ítélve, de ma a város kedvelt lakónegyede lett. Az oroszlános híd (Bridge of Lions) befejezése is Davis tervei alapján történt meg (1927). A híd összekötötte a belvárost a lidókon épült városrésszel.
A világválság idején a város lakossága elhatározta, hogy együtt dolgoznak, amíg jobb napok nem köszöntenek rájuk. A halászat életképes foglalkozásnak bizonyult, s a keleti partokon folytatódó vasútépítkezések is állandó munkát biztosítottak a lakosságnak.

#### A második világháború
Pearl Harbor bombázásának hírére a háborús idők ismét beköszöntöttek. A benzin jegyre való árusításának bevezetése veszélyeztette a turistaforgalmat, a családi látogatásokat. A turizmus megszűnésével a város elvesztette bevételének 80%-át. A háború folyamán 2500 újonc érkezett kiképzésre a Parti Őrséghez, akiket a Ponce de Leon szállodában helyeztek el. Az elkövetkezendő 3 évben több ezer újonc követte őket, amely azonnali gazdasági enyhülést hozott St. Augustine számára.

#### Béke és virágzás
A második világháború befejezése után a turizmus hamarosan ismét beindult. A régóta elhanyagolt épületek rendbehozatalára is sor került, így 1948. január 1-jén a Lighter Múzeumot ismét megnyitották, amely a korábbi Alcazar Hotelben kapott helyet. 1950-ben a Ripley Múzeum ünnepelte megnyitását a korábbi Warden kastélyban. Az elmúlt 50 évben ez a két múzeum semmit sem veszített népszerűségéből, St. Augustine legfőbb látványossága maradt, amely évente több millió látogatót vonz.

#### Küzdelem az emberi jogokért
1964-ben St. Augustine ismét a nemzet érdeklődésének középpontjába került. Tavasz táján néhány északi egyetem diákjai a hagyományos tavaszi szünet alatt elhatározták, hogy tüntetnek a faji megkülönböztetés ellen. Sokukat letartóztatták, közöttük egy támogatójukat, Mrs. Malcolm Peabody is, a Massachussetts állam kormányzójának édesanyját. Az újságok megszállták St. Augustin-t, hogy képeket készítsenek Mrs. Peabody-ról a börtönben. St. Augustine a különböző pártok ütközőhelye lett.
Martin Luther King-et is itt tartóztatták le a Monson Motor Lodge-ban, ami ma a Hilton Garden Inn.
Egy, a Monson szállodában készült fotó bejárta az egész világot, amint az igazgató állítólag savat önt a “White Only” feliratú úszómedencébe lépő polgárjogi harcosokra.

#### A 400. születésnap
Az előző évi zűrzavarok és az újságok sorozatos kampánya ellenére a város vezetői elhatározták, hogy látványosan megünneplik a város fennállásának 400. éves évfordulóját. Az ország legrégebbi városában az egy hétig tartó ünneplés során bemutatták St. Augustine történelmét és ízelitőt adtak kulturális hagyományaiból. Az Anasztázia-szigeten megnyitották a kétezer nézőt befogadó szabadtéri színpadot, ahol ma is a nyári idényben csaknem minden este előadják a Paul Green által írt “Kereszt és kard” című darabot, amely a város történelmét eleveníti fel.
A nagy kereszt (Great Cross) leleplezésére is az ünnepségek keretében került sor, amelyet a Nombre de Dios misszió eredeti helyén állítottak fel, ahol Menéndez 1565. szeptember 8-án először partra lépett. A kereszt 104 méter magas, 70 tonna súlyú. Ez a kereszt a Föld nyugati féltekéjének második legmagasabb szabadonálló keresztje.

## Nevezetességei

### Fort Mose
A spanyoloknak szükségük volt munkaerőpótlásra az építkezésekhez, ezért királyi rendeletben bocsátották ki, hogy azok a feketék, akik hajlandóak a spanyoloknak dolgozni Floridában és követik a katolikus egyház tanításait, szabadságot nyernek. 1738-ban több mint 100 afrikai érkezett St. Augustine-ba, többségük az angol Carolina-telepről szökött rabszolga volt. Amikor St. Augustine-tól menedéket kértek, Manuel de Montiano kormányzó engedélyt adott a letelepedésükre 3 km-re északra a várostól, a mocsaras Robinson Creek mentén. A falut Garcia Real de Santa Teresa de Mose-nak hívták, amely hamarosan úgy vált ismertté mint Fort Mose. A kormányzó azt remélte, hogy kis farmok jönnek létre a városon kívül. A spanyolok küldtek papot, s katonákat is, amikor kellett.
A kis erőd rövid ideig maradt fenn. 1740-ben az brit csapatok James Oglethorpe tábornok parancsnoksága alatt megsemmisítették. Montiano kormányzó látta előre a veszélyt, s a lakosokat áttelepítette St. Augustine-ba.
Az 1750-es évek folyamán a helyen egy másik erődöt hoztak létre. Több mint hatvanan, férfiak, asszonyok és gyerekek tértek vissza az erődbe. Egy ferencesrendi pap volt a vezetője a kis közösségnek. A falu a britek visszatértéig, 1763-ig maradt fenn.

### Castillo San Marcos

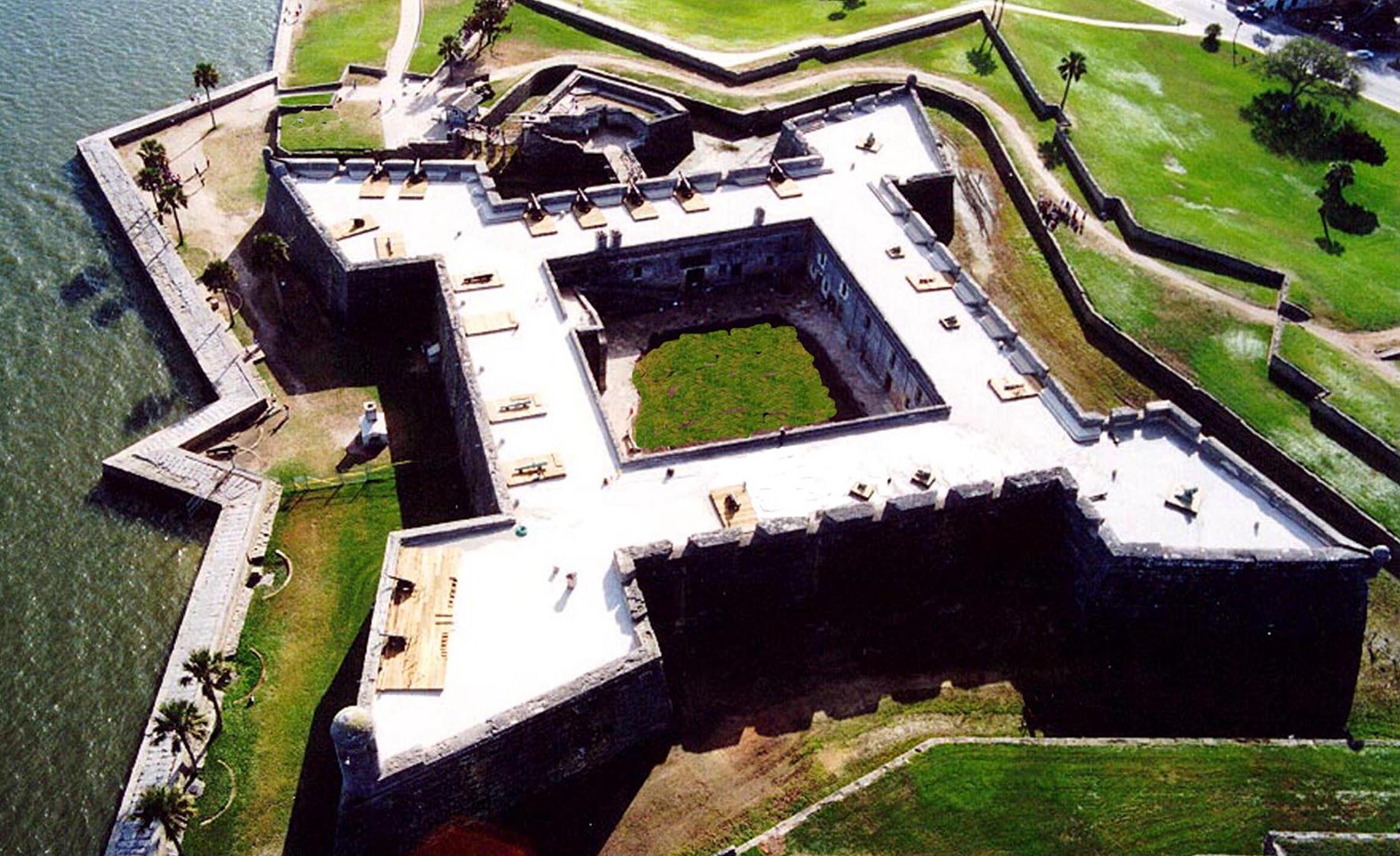
Castillo de San Marcos, St Augustine, FL

A San Marcos erőd története összefonódik St. Augustine és a környező területek történelmével, mivel a lakosság védelmére épült, csakúgy mint a tőle északra fekvő Fort Mose és a tőle délre lévő Fort Matanzas. A San Marcos erőd emlékeztet bennünket az egykori spanyol birodalom erejére és ambíciójára.
Az építkezést Manuel de Cendoya spanyol kormányzó utasítására kezdték 1672-ben. Ignacio Dazo királyi mérnököt választotta a tervek készítéséhez, s a munkálatok irányításához. Sr. Dazo 6 hónap múlva meghalt, de a továbbiakban is ragaszkodtak a tervei megvalósításához. Don Juan de Ciscaro katonai mérnök fejezte be a masszív erődöt 1695-ben.
Az erőd célja az volt, hogy védelmet biztosítson az angolok ellen. Ennek ellenére sok zászló lengett felette. 1695-1763 között spanyol, 1763-1784 között angol, 1748-1821 között ismét spanyol, 1821-1861 között az Egyesült Államoké, 1861-től 1862 márciusáig az Amerikai Konföderációé, s végül 1862-1900 között ismét az Egyesült Államok zászlaja hirdette a vár hovatartozását.
A szabályos négyszög alakú vár falai három és öt méter vastagságúak, mindegyik sarkán kiugró bástyával. Mély vizesárok veszi körül, s csak felvonóhídon lehet a várba jutni. Fő építőanyaga a coquina volt, amelyet az Anasztázia-sziget közelében fedeztek fel.
A vár ma múzeum, s turisták ezrei tekinthetik meg a várat, s az őrségváltást korabeli öltözékben.

### Fort Matanzas National Monument

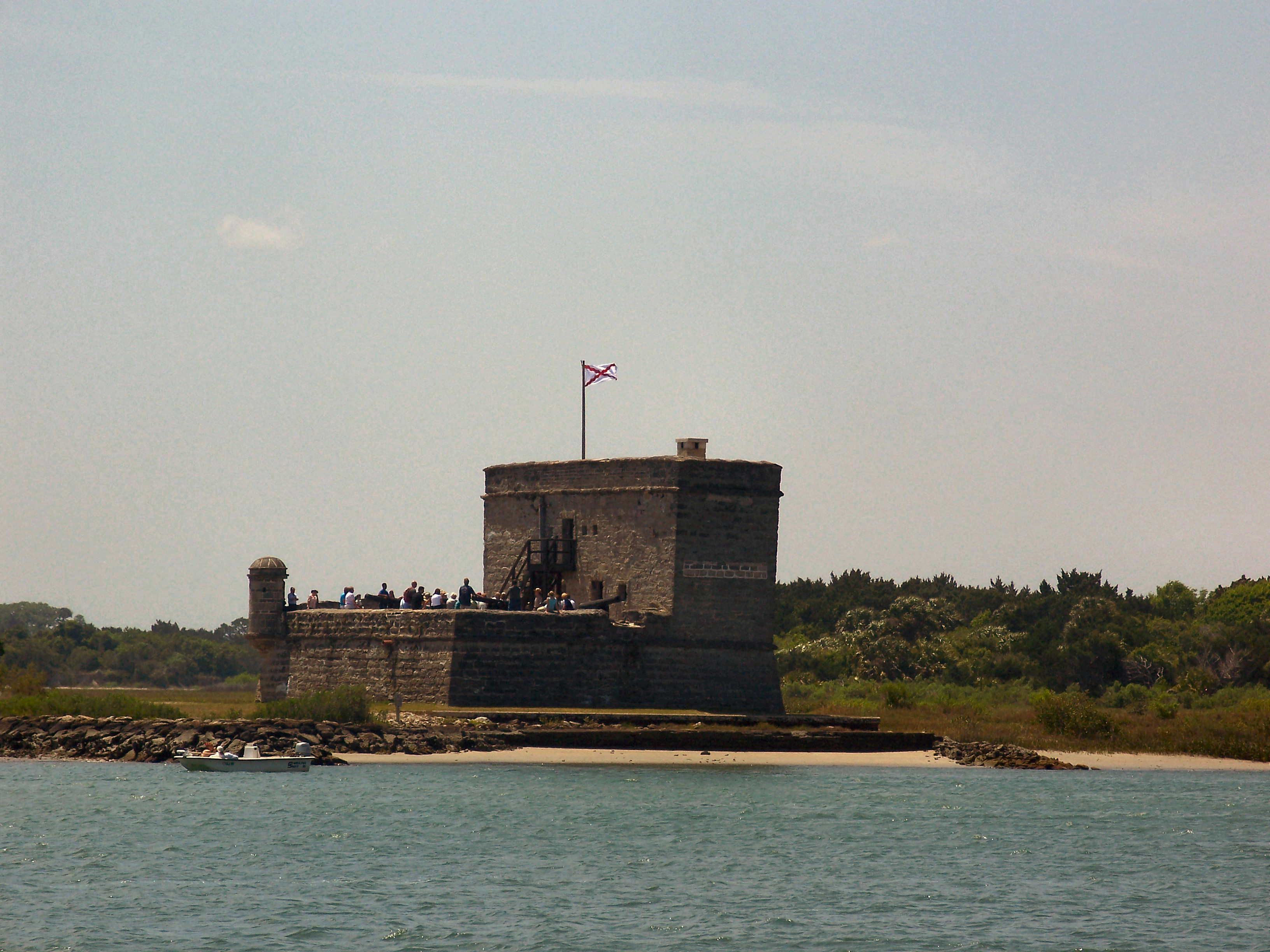
Fort Matanzas, Florida

A Matanzas-erődöt és közvetlen környékét 1924-ben nemzeti kinccsé nyilvánították. Az emlékhelyhez tartozik a Matanzas-erőd, egy kb. 0,4 km² kiterjedésű sós nádas, s a környező kis szigetek a Matanzas folyó partján, közel az Atlanti-óceánhoz.
1740-ben James Oglethorpe kormányzó a Matanzas-félszigetről kiindulva blokád alá helyezte St. Augustine-t, s 39 napig ostromolta a Castillo de San Marcost, sikertelenül. A harc után a spanyolok építkezésbe kezdtek, hogy megvédjék a Matanzas-félszigetet. Az erőd építését 1742-ben be is fejezték. Elítéltekkel, rabszolgákkal és kubai építőmunkásokkal építtették az erődítményt a Rattlesnake (Csörgőkígyó)-szigeten, amelyről a Matanzas-félszigetet figyelemmel tudták kísérni.
Az épületet coquinából (megkövesedett kagyló)építették, ami egy ismert építőanyag a területen. Az erőd közel 16 méter hosszú, az egyik oldalán egy kb. 10 m-es toronnyal. 5 ágyút helyeztek el az erődben.
Amikor az erőd építése befejezéséhez közeledett, az angolok Oglethorpe vezetése alatt 12 hajóval közelítették meg. A spanyolok ágyútűzzel fogadták őket, amely elvette az angolok kedvét, hogy közelebb jöjjenek. Ez volt az egyetlen esemény amikor a Matanzas-erődből tűzet nyitottak.

### St. George Street

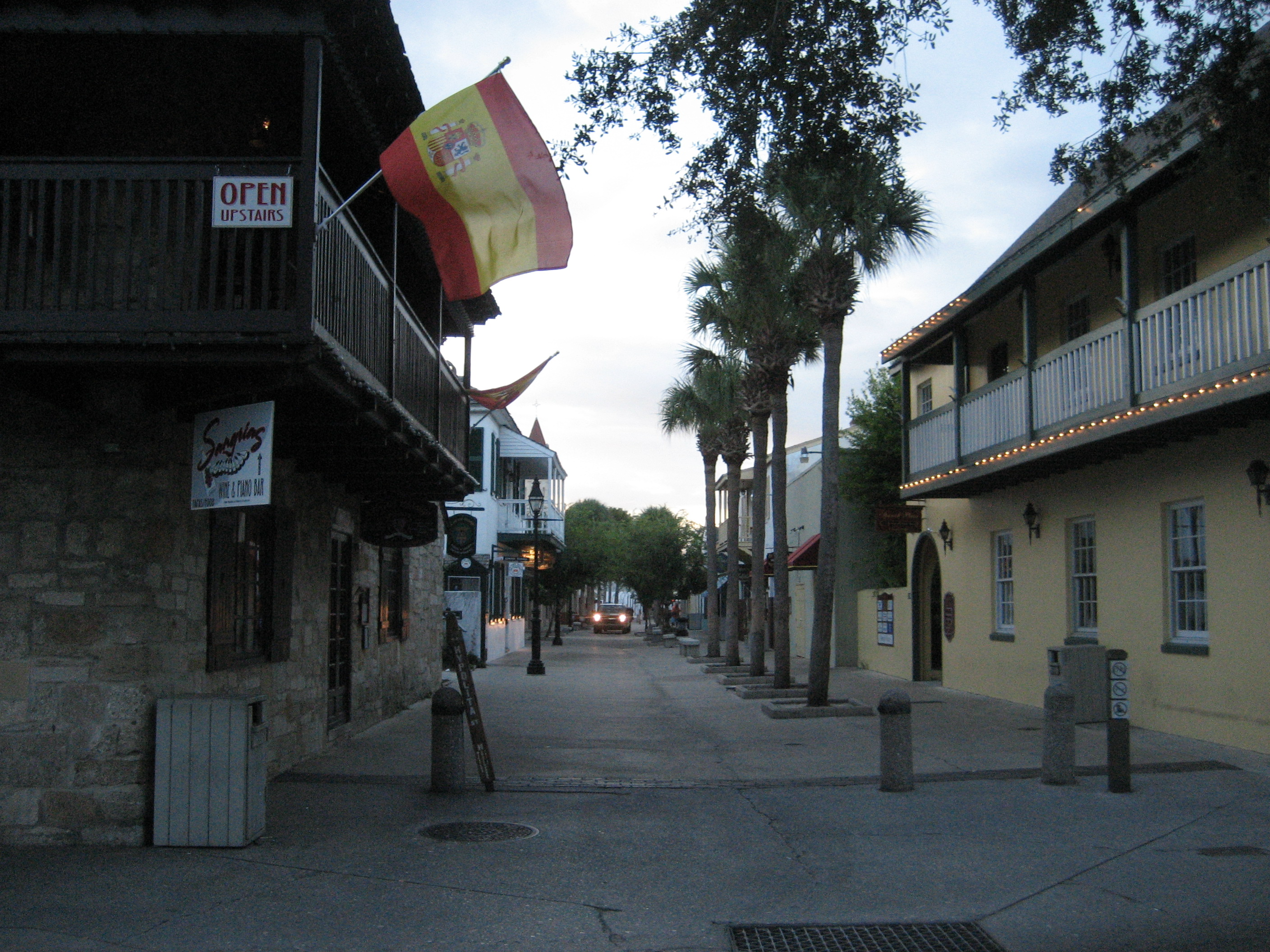
St. George Street

A St. George Street a korabeli spanyol hangulatot idézi. Jobb oldalán látható az Egyesült Államok legrégebbi fából készült iskolaépülete, ezután a Ribera House és az ún. Averocomplex következik; több 18. századi spanyol család birtokolta. A spanyol negyed üzleti központja a Constitution Plaza.
A Casa del Hidalgo a 16. században épült. Ma a spanyol kormány hivatalos kiállítási és turisztikai központja.
Nevezetes épületei még az Old Spanish Tresury és a Rodrigues Avero House.

### St. Francis Street
Az utca legérdekesebb látnivalója az 1703-ban készült lakóház. Az épülethez két kis múzeum csatlakozik, az egyik időrendi sorrendben mutatja be a város történetét, a másik pedig a spanyolos építkezés jellegzetességeit ismerteti meg a látogatókkal. A régi házzal szemben volt valaha a ferencesrendi kolostor, amelyet még a 16. században alapítottak, de a 18. században az angolok lerombolták, s a helyére laktanyát építettek. Ezt viszont a tűz pusztította el.

### A Bridge of Lions (oroszlánok hídja) maradványai

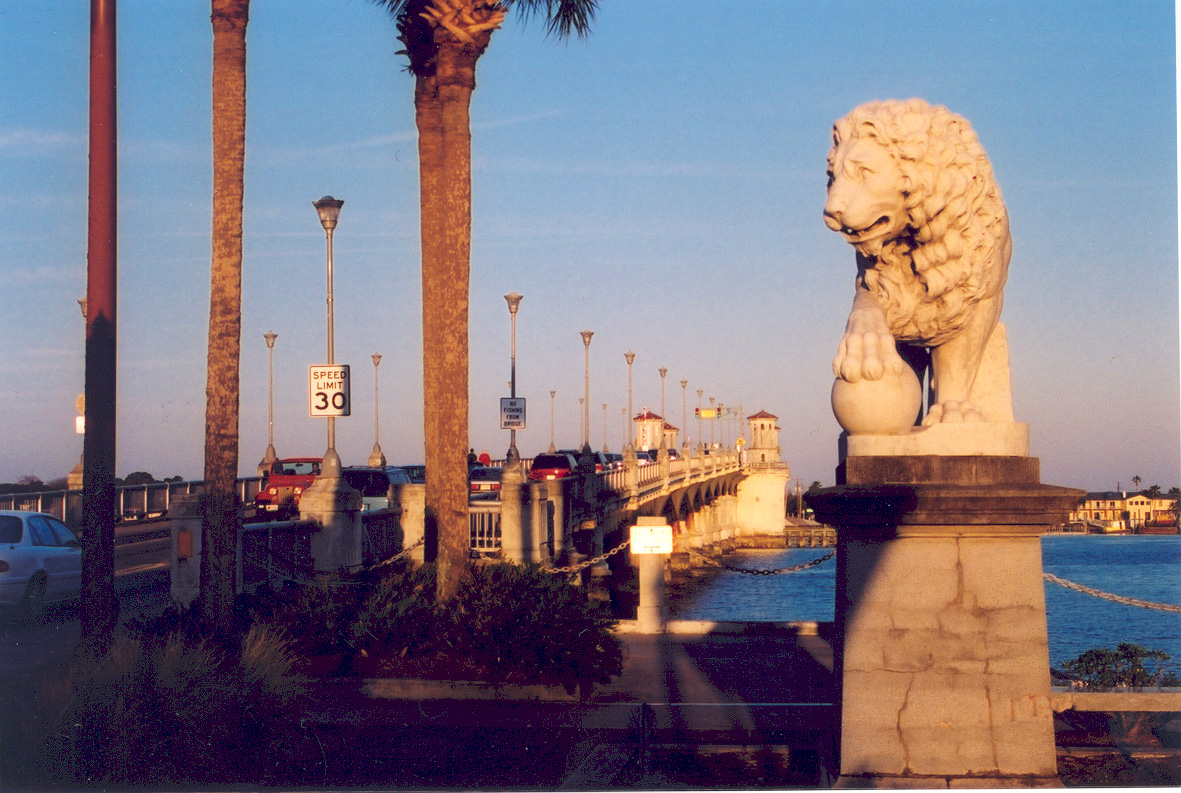
Az egykori oroszlános hid

A hidat 1917-ben építették a Matanzas-folyó felett. A két mediterrán stílusú torony megjelenése patinás hangulatot kölcsönzött a városnak. A hid előtt őrt álló márványoroszlánokat Dr. Andrew Anderson ajándékozta a városnak, s a szobrokat F. Romanelli firenzei szobrász készítette a firenzei Loggia Dei Lanzi szobrai alapján.
A Bridge of Lions (oroszlános hid) St. Augustine talán legismertebb és legkedveltebb építménye volt. Azonban idejét múlta, s az amúgy is növekvő forgalom számára veszélyessé vált. Heves vitát váltott ki, amikor a Közlekedési Osztály az 1999-ben bejelentette, hogy a hidat le kell bontani. Az új híd, amelyet a régi hid mellett építettek fel, 2007-ben készült el, s a régi híd történelmi maradványainak restaurálására tervet dolgoztak ki.

### Flagler Memorial Presbyterian Church
A csodálatos presbiteriánus templom 1890-ben épült Henry Flagler lányának, Jennie Louise Benedict emlékére. A velencei stilusú templom a velencei St. Márk Katedrális alapján készült. A réz kupola 50 méter magas, az oszlopok öreg arany és fehér terrakotta diszitésüek.

### St. Augustine székesegyháza
A spanyolok Mariano de la Rocque királyi mérnök irányításával felépítették a ma Cathedral-Basilica néven ismert székesegyházat. Az templom spanyol reneszánsz stílusban készült, s az építkezés 1793-tól 1797-ig tartott. Az épület a Charlotte és a St. George Street között helyezkedik el, és a város katolikus főtemploma. Belső berendezése az eredeti másolata. Az 1887-es tűzvész idején ugyanis csak néhány tárgyat sikerült megmenteni.
A katedrális ma a római katolikus egyházkerület tulajdona.

### Grace United Methodist Church
Az épületet Henry Flagler kívánságára építették a metodista gyülekezet számára. A Ponce de León Hotel építése idején ugyanaz az építőközösség építette, mint a hotelt. A spanyol reneszánsz stílusban épült templom a Carrera Street-en található. A spanyol motívumok harmonizálnak a modern építészeti technikával, azonban az öntött vöröses terrakotta épületdíszítő elemek és a kagylóval dúsított cementfalak élesen elütnek egymástól.

### Trinity Episcopal Church
A kis gótikus kápolna (215 St. George Street) építését 1831-ben kezdték meg s 1831-ben fejezték be. A kb. 12 m x 16 m alapterületű templomot coquinából építették. 1850-ben egy kis sekrestyével bővítették. További restaurálások is történtek, de a legjelentősebb 1902-ben volt, amikor is a kápolna a tradicionális kereszt alakú formáját kapta. 1954-ben történt átalakítások után nyerte el mai formáját, a boltives belső udvarral, s a csúcsíves ablakokkal.

### Lightner Museum

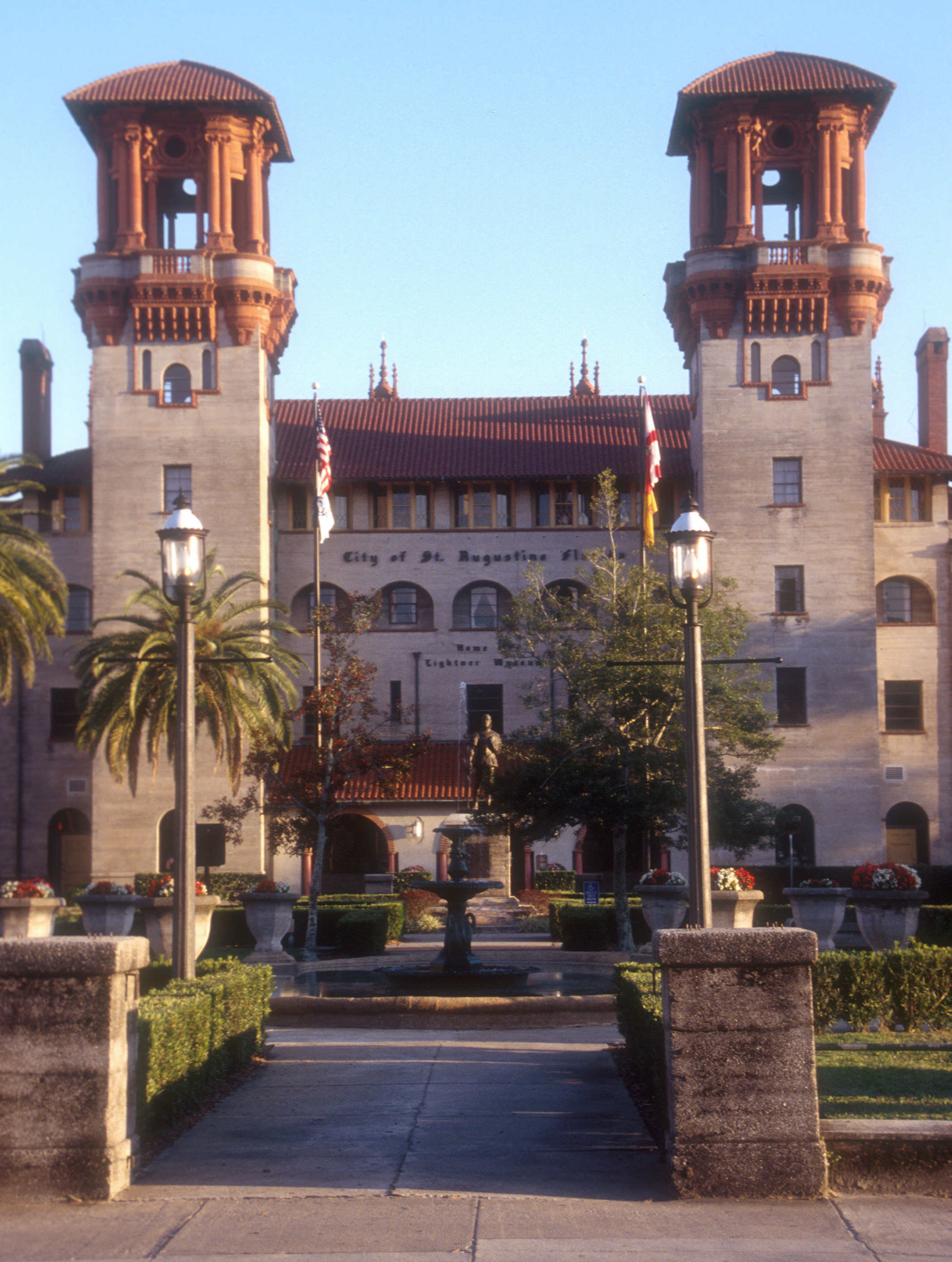
Lightner Museum

Az elegáns Alcazar hotelt Henry M. Flagler építtette 1887-ben spanyol reneszánsz stílusban Carrere és Hasting fiatal mérnökök tervei alapján. A hotel bezárása után Otto C. Lightner chicagói kiadó 1946-ban átrendezte múzeumnak és St. Augustine városának adományozta.
A King Street és a Cordova Street sarkán találjuk a hobbi kedvelőinek múzeumát, ahol a szivargyűrű-gyűjteménytől kezdve a valóban értékes műgyűjteményig a hobbi sokfajta változatával lehet megismerkedni.

### Zorayda Castle
A King Street 83 alatti épület a granadai Alhambra-kastély 1:10 arányú kicsinyített mása, amelyet Franklin W. Smith bostoni kereskedő lakóháznak épített. Az építéshez az öntött beton technikáját használták, amelyet Henry Flagler annyira megkedvelt, hogy későbbi építkezéseihez ezt az építkezési módot alkalmazta.

### Old Store Museum
A régi vegyeskereskedést mutatja be, s több műhelye a már kihalt mesterségeket mutatja be, mint például szíjgyártó, kovács, puskabolt és dohánybolt. Itt a szivarokat kézzel sodorják.

### Ripley's Believe it or Not! Museum
A Warden-kastély a mór építészet újjászületésének impozáns példája. William G. Warden olajmágnás, Flagler és John D. Rockefeller partnere, 1887-ben építtette a massziv építményt téli lakóháznak. A betonból öntött épület St. Augustine főutcáján (San Marco Avenue) helyezkedik el.
Warden aktiv társadalmi életet élt St. Augustine-ban, s anyagi támogatást nyújtott a városnak iskolák működéséhez (Warden Academy).
A kastély az idősebb Warden halála után két évig üres volt, majd 1941-ben az épületet átalakították szállodának.
1950 óta a Ripley’s Believe It or Not! bizarr kiállítás anyagának ad helyet. A múzeum újabb átalakításokat végzett az épületen. Ekkor kapta a massziv kéményt és a boltíves ablakokat, a toszkán és mór stílusú erkélyeket. 1989-ben belsejét restaurálták, s felújították a kiállítás anyagát.

### Flagler College

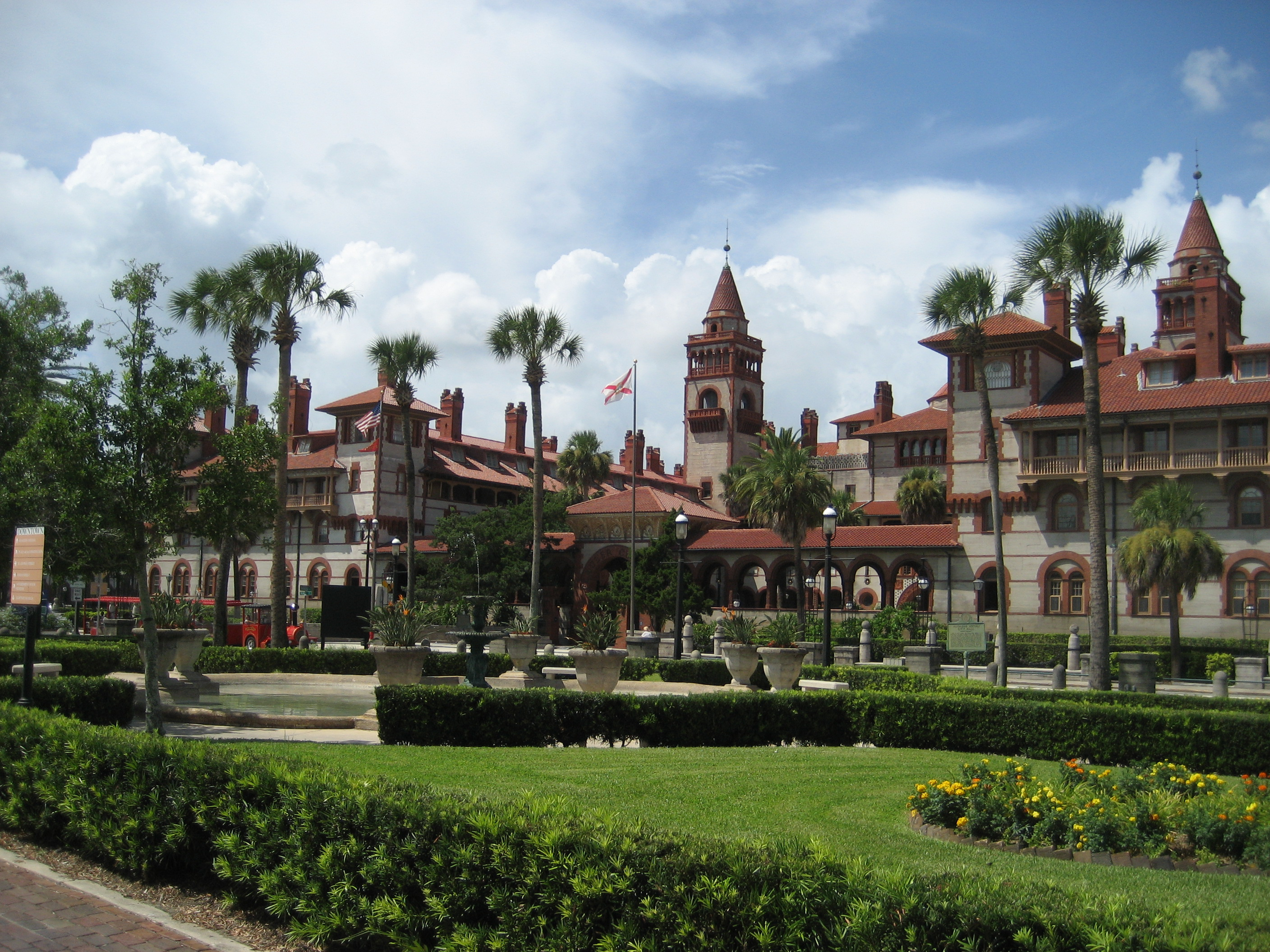
Flagler College, St. Augustine, FL

A Ponce de León Hotelt, a spanyol reneszánsz építészet remekét, Henry Morrison Flagler olajmágnás és útépítő vállalkozó 1888-ban építtette Bernard Maybeck, John M. Carreré és Thomas Hasting tervei alapján. A belsőépítészet aprólékos, kifinomult terveit pedig a nemzetközileg elismert Louis Tiffany készítette. Az épület anyagául az akkoriban frissen felfedezett cementet használták.
1968-ban a St. Augustine College épülete lett, s az egyetem több mint 43 millió dollárt költött, hogy a történelmi épületet renoválják, s új épületetrészekkel bővítsék. A két új épület a sok millió dolláros auditórium 800 ülőhellyel és a Proctor Library (könyvtár) modern technológiával van ellátva. Az egyetem St. Augustine szívében, 6 km-re az óceántól fekszik, s a 19 acre területű atlétikai és sportpálya csak 3 km-re van az egyetem épületétől.

## Testvértelepülések
- Avilés, Spanyolország
- Cartagena, Kolumbia
- Island of Menorca, Spanyolország
- Santo Domingo, Dominikai Köztársaság